# سانت-أوليف (آن)
سانت-أوليف (بالفرنسية: Sainte-Olive)‏ هي بلدية فرنسية تقع في إقليم الآن في فرنسا. رمز إنسي لها هو:1382. أما الرمز البريدي لها فهو: 1330.